# Rahal Letterman Lanigan Racing
Rahal Letterman Lanigan Racing es un equipo estadounidense de automovilismo con sede en Hilliard, estado de Ohio, Estados Unidos, que lleva el nombre de uno de sus fundadores, el expiloto Bobby Rahal, y de sus otros dos propietarios, David Letterman y Mike Lanigan. Originalmente, compitió en la desaparecida CART World Championship Series, actualmente participa en la IndyCar Series y en WeatherTech SportsCar Championship bajo el nombre de BMW Team RLL.

## Historia

### CART/Champ Car
El equipo fue fundado en 1992 durante la existencia de la CART bajo el nombre de CART IndyCar World Series como Rahal-Hogan Racing, en esos tiempos, el equipo fue fundado por el expiloto campeón de la serie, Bobby Rahal y el empresario Carl Hogan. Sorprendentemente, el equipo ganó en su primer año, el título de la serie. A fines de 1991, Bobby Rahal y Carl Hogan compraron lo activos del equipo Patrick Racing y del equipo Truesports, ambos de la CART, y fundando Rahal-Hogan Racing para inicios de la temporada 1992. En 1993, el equipo Rahal había aumentado sus operaciones a dos coches. Además, trataron de desarrollar su propio chasis, que, sin embargo, resultó ser un fracaso. Después de no haber disfrutado de las 500 Millas de Indianápolis de 1993, que ni siquiera se logró clasificar, decidieron, conntar con un chasís Lola. Apenas lograron un éxito de los motores Honda motores durante la temporada 1994, logrando al menos finalizar la temporada. Con el fin de no perder la Indy 500 de nuevo, tuvieron aquiririr profulsores Ilmor.
En 1996, el equipo fue renombrado como Team Rahal tras la salida de Carl Hogan. Los próximos años volvieron a los éxitos en la serie CART, pero aún sin ganar el título. Para la temporada 2003, solo alinearon un solo coche, por lo que su único piloto fue el mexicano Michel Jourdain Jr. en toda la temporada. Un segundo coche ya estaba compitiendo pero en la Indy Racing League, lo que ya denotaba su cambio de categoría al año siguiente a tiempo completo. Rahal habría de anunciar que inicialmente seguiría continuado un vehículo en la serie Champ Car tras la quiebra de la serie CART y el restablecimiento como Championship Auto Racing Teams, pero a su vez transfiriéndose poco a poco a la IndyCar Series.
Cuando el equipo participaba en la CART entre 1992 hasta 2003, contó entre sus pilotos con el propio Rahal, Bryan Herta, Max Papis y Kenny Bräck. En 2002 retornó a las 500 Millas de Indianápolis, que había pasado a formar parte de la IRL IndyCar. A partir de 2003, Rahal disputó dicho certamen con un automóvil y abandonó completamente la CART al finalizar ese año.

### Salto a la IndyCar Series
David Letterman entraría como accionista del equipo a principios de 2004, y Mike Lanigan hizo lo mismo en 2010. Desde entonces, Rahal Letterman Racing ha participado de la IndyCar Series con diversos resultados, dando inicio a la carrera de Danica Patrick y colaborando con la de Ryan Hunter-Reay.
La temporada 2006 se convirtió en un año trágico para el equipo. El Team Rahal Letterman tenía grandes esperanzas para 2006. Meira había dejado el equipo después de la temporada 2005 para unirse a Panther Racing. Fue reemplazado por el joven novato Paul Dana, quien trajo el patrocinio la marca etanol. El equipo abrió entradas a tres coches, de los cuales quedaron entre los ocho primeros para la partida de la Toyota Indy 300 en Homestead el 25 de marzo de 2006, la clasificación obtenida (Patrick 3°, Rice 6°, Dana 9°), y se esperaba que lo mejor vendría al día siguiente para la carrera en el Homestead-Miami Speedway. Por desgracia, la tragedia tuvo lugar durante las últimas prácticas de la mañana del domingo, horas previas a la carrera. El piloto de Vision Racing, Ed Carpenter se estrelló en la segunda curva y el coche chocó contra el muro exterior en un ángulo de 20°. Dana, quien parecía no recibir la señal de la bandera de precaución desde el Spotter, se encontró con una sección de escombros, donde estaba los restos de la caja de cambios del coche de Carpenter, enviando al auto de Dana volando en la recta opuesta. Dana murió en el hospital esa misma tarde, y todo el equipo, incluyendo a Patrick y a Rice, se retirarían inmediatamente para rendir luto a Paul Dana.
Desde 2009 hasta 2011, Rahal dejó de competir regularmente en la IndyCar por falta de patrocinio y disputó solamente las 500 millas de Indianápolis.

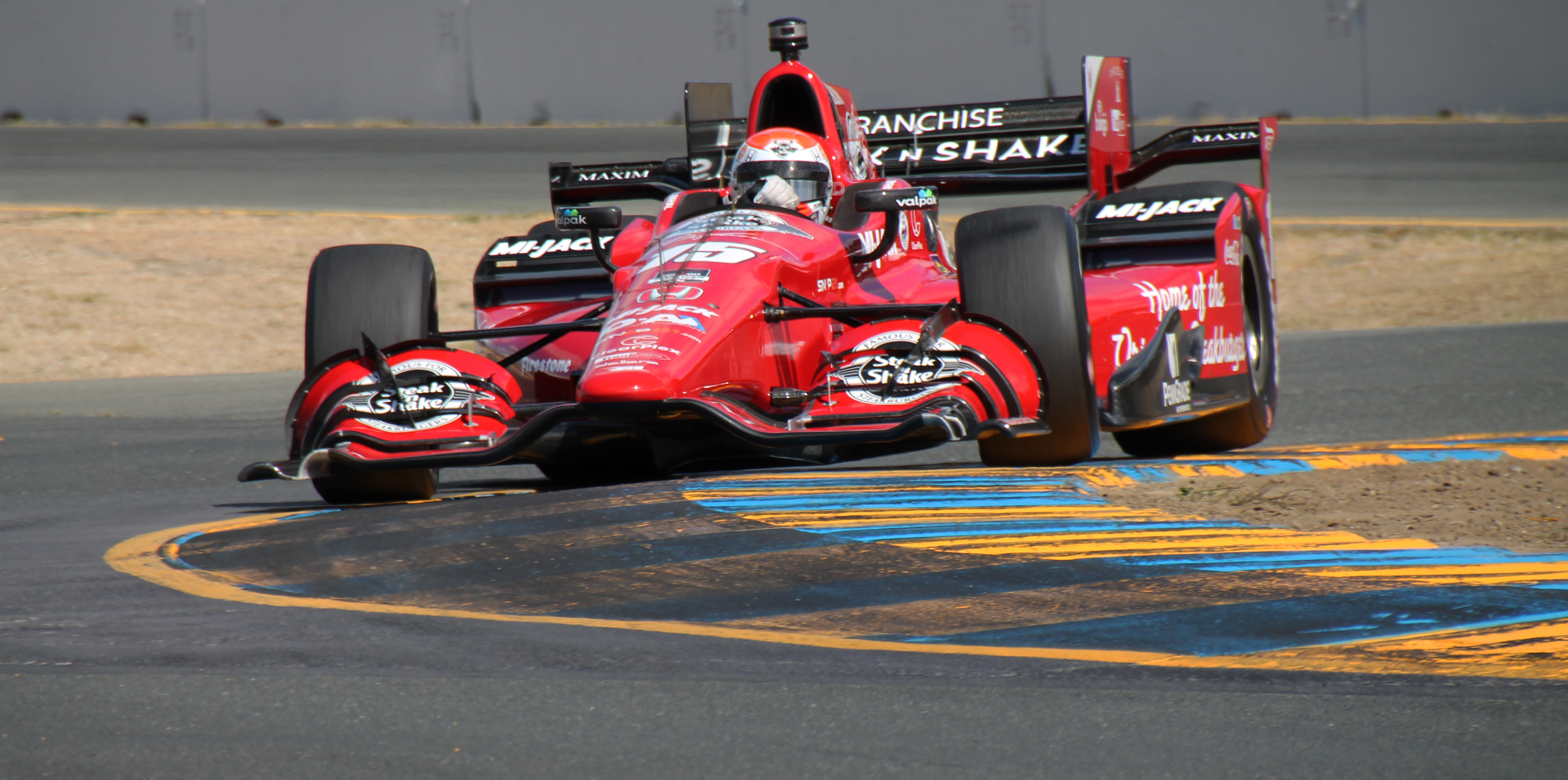
Graham Rahal en 2015.

En 2012, Rahal volvió a competir a tiempo completo en la IndyCar y contrató a Takuma Satō como piloto, contando con motores Honda. El japonés consiguió dos podios y estuvo a punto de ganar las 500 millas de Indianápolis, pero sufrió un accidente en la última vuelta al intentar adelantar a Dario Franchitti.
En 2013, los pilotos del equipo fueron Graham Rahal y James Jakes, y cada uno de ellos logró un podio.
A partir de 2014, Rahal fue el único piloto a tiempo completo del equipo, con Oriol Servià, Luca Filippi y James Jakes corriendo en algunas carreras. Entre 2015 y 2017, Graham logró un total de cinco victorias y finalizó 4.º, 5.º y 6.º en el campeonato, respectivamente. 
La llegada de Takuma Satō al equipo en 2018 significó la obtención de otras cuatro victorias en esa y las dos siguientes temporadas. La más destacada de ellas fue en las 500 Millas de Indianápolis de 2020, la segunda victoria del equipo en la carrera más importante del campeonato.
El danés Christian Lundgaard, quien ingresó al equipo a tiempo completo en 2022, obtuvo la más reciente victoria del equipo en Toronto 2023.

### Resistencia (2007, 2009-)
En 2007, el equipo se inscribió en la American Le Mans Series con un Porsche 911 de la división GT2, con los pilotos Ralf Kelleners y Tommy Milner, estos dos lograron dos podios ese año. Desde 2009, el equipo, ahora denominado BMW Rahal Letterman Racing en dicha serie utilizó el BMW M3 GT2 en la ALMS. El equipo de BMW Norteamérica fue su respaldo y se metió en la primera temporada con Dirk Müller como piloto a tiempo completo. En los años siguientes se emplearon varios conductores, así como los pilotos estadounidenses. Con la entrada de Mike Lanigan como tercer propietario el nombre del equipo cambiado a Team BMW Rahal Letterman Lanigan Racing.

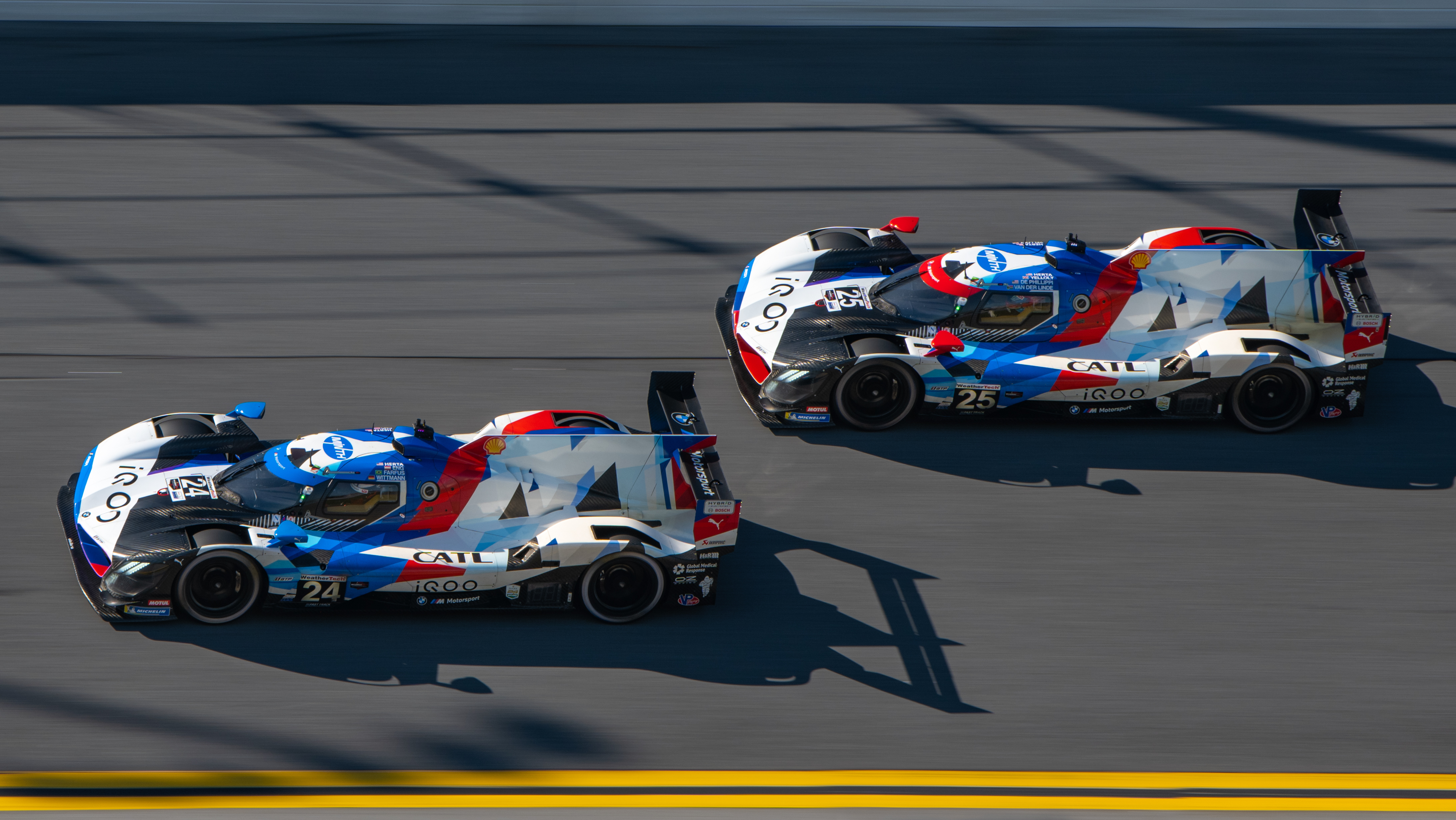
Los BMW M Hybrid V8 del equipo RLL.

En la temporada de 2012, BMW aportó a un solo conductor más los que aportó Rahal, con dos equipos como proveedores y logró dos campeonatos de fabricante en distintas clases. Además, lograron obtener el triunfo en las 12 Horas de Sebring haciendo el doblete. A partir de la temporada 2013 el equipo pasó al nuevo BMW Z4 GTE.
Desde 2014, el BMW Team RLL compite en WeatherTech SportsCar Championship. El Z4 GTE fue remplazado en 2016 por el M6 GTLM, que compitió dos temporadas antes del estreno del M8 GTE. A su vez, en 2022 fue remplazado por el BMW M4 GT3.
En 2023, el BMW M Team RLL pasó a la categoría GTP, la principal, con los nuevos sport prototipos BMW M Hybrid V8. Obtuvo su primera victoria en las 6 Horas de Watkins Glen con Connor De Phillippi y Nick Yelloly.

## Pilotos notables

### CART/Champ Car (1992-2003)
- Bobby Rahal (1992-1998)
- Mike Groff (1993-1994)
- Raul Boesel (1995)
- Bryan Herta (1996-1999)
- Max Papis (1999-2001)
- Kenny Bräck (2000-2001)
- Jimmy Vasser (2002)

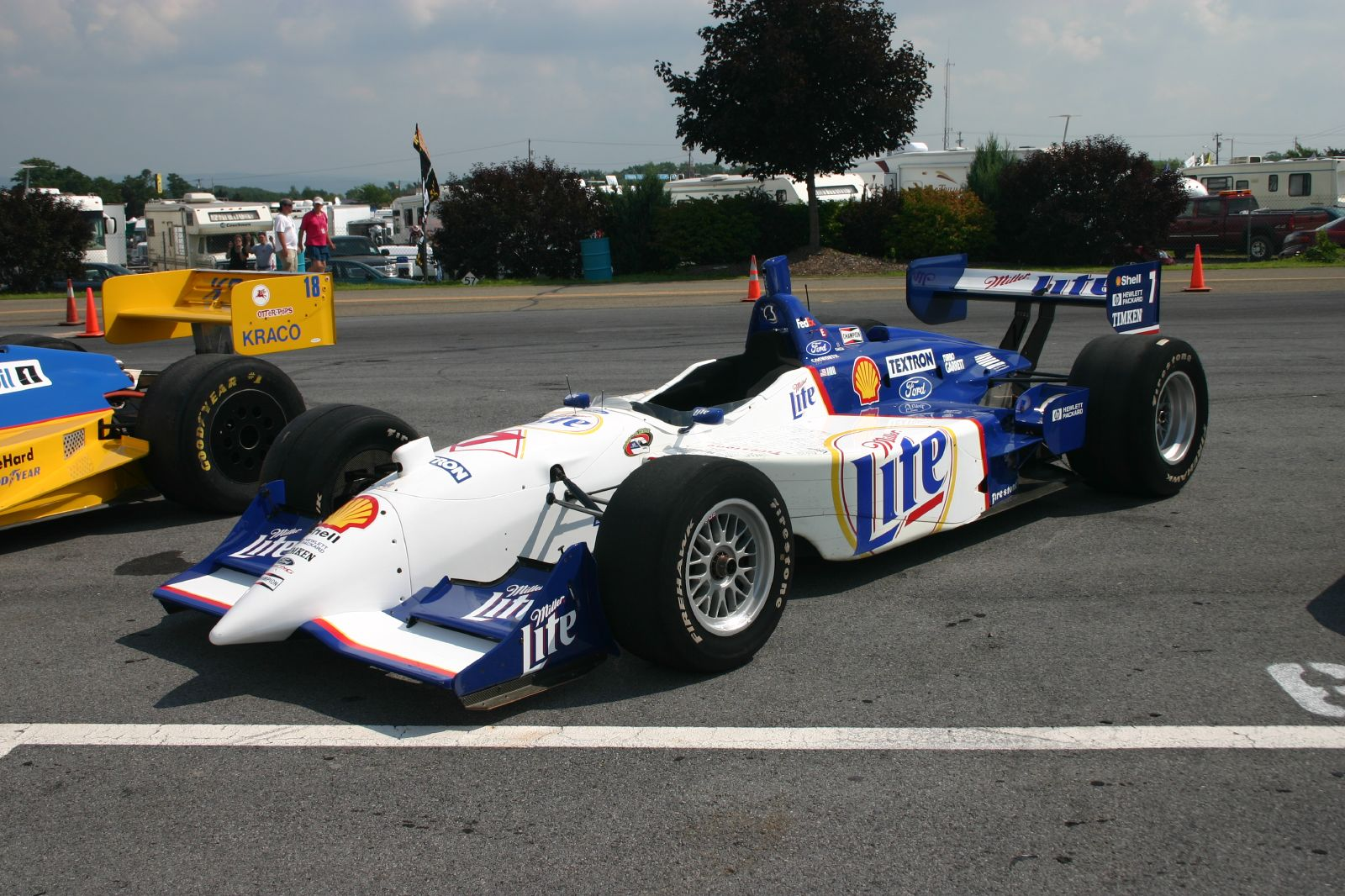
Reynard-Ford de Bobby Rahal en 1998.

- Michel Jourdain Jr. (2002-2003)

### IndyCar Series (2004)

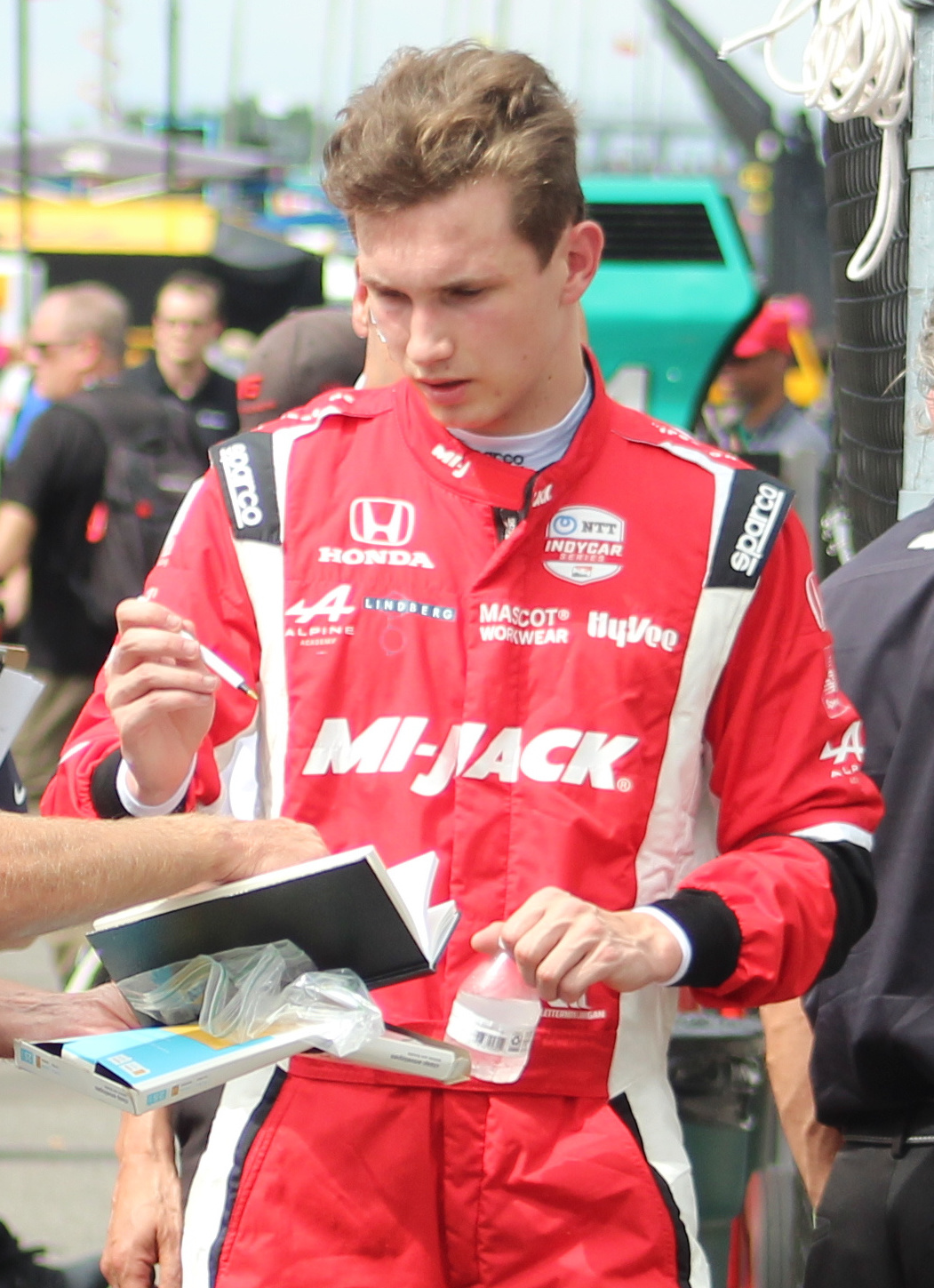
Christian Lundgaard, piloto del equipo desde 2021.

- Kenny Bräck (2003, 2005)
- Buddy Rice (2004-2006)
- Vítor Meira (2004-2005)
- Danica Patrick (2005-2006)
- Jeff Simmons (2006-2007)
- Scott Sharp (2007)
- Ryan Hunter-Reay (2007-2008)
- Oriol Servià (2009, 2014)
- Graham Rahal (2010, 2013-)
- James Jakes (2013)
- Takuma Satō (2012, 2018-2021, 2024)
- Spencer Pigot (2016, 2020)
- Jordan King (2019)
- Christian Lundgaard (2021-)
- Santino Ferrucci (2021-2022)
- Oliver Askew (2021)
- Jack Harvey (2022-2023)
- Katherine Legge (2023)
- Conor Daly (2023)
- Jüri Vips (2023)
- Pietro Fittipaldi (2024-)